# Aynişah Sultan
Aynişah Sultan (turco ottomano عینی شاہ خاتون, lett. "verità dello Şah", a volte Hatice Aynişah Sultan; Amasya, 1463 – Bursa, 1514) è stata una principessa ottomana, figlia del sultano ottomano Bayezid II e della sua concubina Şirin Hatun, e  sorellastra di Selim I.

## Origini
Aynişah Sultan nacque ad Amasya nel 1464. Era figlia del futuro sultano Bayezid II, allora Şehzade e governatore della regione, e della Başkadin Şirin Hatun. Era la primogenita di Bayezid. Aveva un fratello di sangue, Şehzade Abdullah, nato nel 1565 e morto nel 1583.
Dal 1467, Aynişah, con sua madre, seguì suo fratello nei suoi incarichi di governatore a Manisa, Trebisonda e Konya, fino al suo matrimonio nel 1490.

## Matrimonio
Aynişah Sultan si sposò due volte:
- Nel 1490 sposò suo cugino Sultanzade Sultanzade Ahmed Bey (figlio di Gevherhan Hatun, figlia del sultano Mehmed II il Conquistatore e Muhammad Mirza Ugurlu, pretendente al trono di Ak Koyunlu). Ebbe da lui due figlie e un figlio e rimase vedova il 14 dicembre 1497, quando Ahmed venne ucciso durante una rivolta a Ak Koyunlu, di cui Ahmed aveva reclamato il trono.
- Nel 1500 sposò Yahya Pasha, eminente statista che fu sanjak-bey di Bosnia, Nicopoli e successivamente beilerbei di Anatolia e Rumelia, secondo visir e, brevemente, Gran Visir prima della sua morte a Edirne nel 1511. Durante questo matrimonio Aynişah costruì, nel 1506, una mekteb (scuola elementare) ad Alemdar, a cui lasciò le sue ricchezze.

## Discendenza
Dal suo primo matrimonio, Aynişah ebbe due figlie e un figlio:
- Neslihan Hanimsultan. Sposò suo cugino Şehzade Alaeddin (figlio di Şehzade Ahmed, figlio di Bayezid II). Ebbero una figlia, Hvandi Sultan, sposata con Sunullah Bey, governatore di Kastamonu.
- Hanzade Hanimsultan. Sposò nel 1508 suo cugino Sultanzade Kücük Bali Bey (figlio di Şahzade Sultan, figlia di Bayezid II). Il matrimonio fu fallimentare. La coppia si separò presto e Hanzade si rese nota per una serie di adulteri, prima con un uomo di Skopje (che venne giustiziato con la sua famiglia), poi uno studente coranico di Costantinopoli (dove era tornata senza permesso), Dellakoğlu Bak, a cui diede una figlia illegittima morta all'età di sei mesi, e infine, alla sua morte per malaria, con il fratello di quest'ultimo. In una lettera al sultano Selim I, scritta probabilmente da suo figlio Solimano e in cui erano elencate le trasgressioni della principessa, venne attribuita la colpa alla sua ricchezza "illimitata e senza pari" e alla connivenza dei suoi servi.
- Sultanzade Zeyneddin Bey (maggio/giugno 1497 - 1508). Nacque lo stesso giorno in cui venne ricevuta la notizia della presa del trono di Ağ Qoyunlu da parte di suo padre Ahmed.

## Morte
Aynişah era ancora viva alla salita al trono del suo fratellastro Selim, come dimostra una lettera di congratulazioni che gli inviò. Si stima che morì intorno al 1514. Venne sepolta a Istanbul, all'interno della scuola da lei fondata.  

## Fonti
- Ayvansaray-i, Hafiz Hueseyin; Crane, Howard (2000). The Garden of the Mosques: Hafiz Hüseyin Al-Ayvansarayî's Guide to the Muslim Monuments of Ottoman Istanbul. Istanbul: Brill.
- Faroqhi, Suraiya N.; Fleet, Kate, eds. (2012). The Cambridge History of Turkey Volume 2: the Ottoman Empire as a World Power 1453-1603. Cambridge University Press.
- Fodor, Pál (2019). "Wolf on the Border: Yahyapaşaoğlu Bali Bey (?-1527)". In Fodor, Pál; Kovács, Nándor Erik; Péri, Benedek (eds.). Şerefe. Studies in Honour of Prof. Géza Dávid on His Seventieth Birthday. Budapest: Research Centre for the Humanities, Hungarian Academy of Sciences. pp. 57–87. Retrieved on 18 April 2020.
- Mehmed Süreyya Bey; Ali Aktan; Abdülkadir Yuvalı; Mustafa Keskin (1995). Tezkire-i meşâhir-i Osmaniyye. Sebil Yayınevi.
- Sakaoğlu, Necdet (2008). Bu mülkün kadın sultanları: Vâlide sultanlar, hâtunlar, hasekiler, kadınefendiler, sultanefendiler. Oğlak Yayıncılık. p. 303.
- Şapolyo, Enver Behnan (1961). Osmanlı sultanları tarihi. Istanbul: R.Zaimler Yayınevi.
- Tezcan, Hülya (2006). Osmanlı çocukları: şehzadeler ve hanım sultanların yaşlamarı ve giysileri. Istanbul: Aygaz Yayınları.
- Uluçay, M.Cağatay (1956). Harem'den mektuplar I. Vakit matbaasi.
- Uluçay, Mustafa Çağatay (2011). Padışahların kadınları ve kızları. Türk Tarihi Kurumu Yayınları.